# Liste des monuments historiques de Limoges
Ce tableau présente la liste de tous les monuments historiques classés ou inscrits dans la ville de Limoges, Haute-Vienne, en France.

## Liste
| Monument                                                                                             | Adresse | Coordonnées                      | Notice         | Protection                                                                      | Date                 | Illustration                                                                                         |
| --- | --- | -------------------------------- | -------------- | ------------------------------------------------------------------------------- | -------------------- | --- |
| Abbaye Saint-Martial                                                                                 | Place de la République | 45° 49′ 53″ nord, 1° 15′ 35″ est | « PA00100328 » | Classé Inscrit                                                                  | 1966 2019            | Abbaye Saint-Martial                                                                                 |
| Amphithéâtre de Limoges                                                                              | Jardin d'Orsay | 45° 49′ 49″ nord, 1° 15′ 05″ est | « PA00100329 » | Classé                                                                          | 1968                 | Amphithéâtre de Limoges                                                                              |
| Arènes                                                                                               | Place des Carmes | 45° 49′ 50″ nord, 1° 15′ 06″ est | « PA00100330 » | Inscrit                                                                         | 1946                 | Arènes                                                                                               |
| Atelier de sculpture-marbrerie Boirlaud                                                              | 11 rue de la Fonderie | 45° 50′ 09″ nord, 1° 15′ 10″ est | « PA00100522 » | Inscrit                                                                         | 1991                 | Atelier de sculpture-marbrerie Boirlaud                                                              |
| Borne milliaire                                                                                      | Détruite avant le 29 août 1893. Anciennement localisée place de la Règle, dite petite place du Séminaire, devant la porte de l'ancienne abbaye de la Règle. | 45° 49′ 44″ nord, 1° 16′ 04″ est | « PA00100331 » | Classé (après sa destruction)                                                   | 1900                 | Borne milliaire                                                                                      |
| Calvaire                                                                                             | 13 rue du Pont-Saint-Martial | 45° 49′ 17″ nord, 1° 15′ 53″ est | « PA00100332 » | Inscrit                                                                         | 1947                 | Calvaire                                                                                             |
| Cathédrale Saint-Étienne                                                                             | Place Saint-Étienne Place de l'Évêché | 45° 49′ 44″ nord, 1° 16′ 00″ est | « PA00100333 » | Classé                                                                          | 1862                 | Cathédrale Saint-Étienne                                                                             |
| Chapelle Saint-Aurélien                                                                              | Rue de la Boucherie Place Saint-Aurélien | 45° 49′ 42″ nord, 1° 15′ 26″ est | « PA00100334 » | Inscrit                                                                         | 1943                 | Chapelle Saint-Aurélien                                                                              |
| Chapelle Saint-Benoît                                                                                | Place de la République Place Saint-Martial | 45° 49′ 54″ nord, 1° 15′ 35″ est | « PA00100335 » | Classé Inscrit                                                                  | 1968 2019            | Chapelle Saint-Benoît                                                                                |
| Château de Beauvais                                                                                  | Landouge | 45° 51′ 24″ nord, 1° 11′ 23″ est | « PA00100336 » | Classé                                                                          | 1990                 | Château de Beauvais                                                                                  |
| Château des Essarts                                                                                  | Rue des Essarts | 45° 53′ 55″ nord, 1° 18′ 19″ est | « PA87000001 » | Inscrit                                                                         | 1996                 | Château des Essarts                                                                                  |
| Cité administrative Blanqui                                                                          | Rue Jean-Pierre-Timbaud Place Blanqui | 45° 49′ 33″ nord, 1° 15′ 42″ est | « PA00100377 » | Inscrit                                                                         | 2005                 | Cité administrative Blanqui                                                                          |
| Couvent des Carmes                                                                                   | 36 avenue Saint-Éloi 7 rue Neuve-des-Carmes | 45° 49′ 46″ nord, 1° 14′ 58″ est | « PA00132885 » | Inscrit Classé                                                                  | 1994 1995            | Couvent des Carmes                                                                                   |
| Couvent des Filles-Notre-Dame                                                                        | 11 rue des Filles-Notre-Dame | 45° 49′ 54″ nord, 1° 15′ 25″ est | « PA00100337 » | Inscrit                                                                         | 1946                 | Couvent des Filles-Notre-Dame                                                                        |
| Couvent des Sœurs-de-la-Providence                                                                   | 5 rue Neuve-Saint-Étienne | 45° 49′ 48″ nord, 1° 15′ 57″ est | « PA00100338 » | Inscrit                                                                         | 1946                 | Couvent des Sœurs-de-la-Providence                                                                   |
| Croix                                                                                                | Rue de la Boucherie Place Saint-Aurélien | 45° 49′ 43″ nord, 1° 15′ 28″ est | « PA00100340 » | Classé                                                                          | 1910                 | Croix                                                                                                |
| Croix de Beaune-les-Mines                                                                            | Place de l'Église Saint-Christophe | 45° 54′ 39″ nord, 1° 18′ 12″ est | « PA00100341 » | Classé                                                                          | 1910                 | Croix de Beaune-les-Mines                                                                            |
| Église Saint-Christophe de Beaune-les-Mines                                                          | Place de l'Église Saint-Christophe | 45° 54′ 40″ nord, 1° 18′ 13″ est | « PA00100342 » | Inscrit                                                                         | 1926                 | Église Saint-Christophe de Beaune-les-Mines                                                          |
| Église Saint-Jean                                                                                    | Rue Porte-Panet Place Saint-Étienne | 45° 49′ 45″ nord, 1° 16′ 01″ est | « PA87000029 » | Classé                                                                          | 2009                 | Église Saint-Jean                                                                                    |
| Église Saint-Michel-des-Lions                                                                        | Place du Présidial | 45° 49′ 50″ nord, 1° 15′ 25″ est | « PA00100343 » | Classé                                                                          | 1909                 | Église Saint-Michel-des-Lions                                                                        |
| Église Saint-Pierre-du-Queyroix                                                                      | Rue Mirebœuf | 45° 49′ 52″ nord, 1° 15′ 42″ est | « PA00100344 » | Classé                                                                          | 1909                 | Église Saint-Pierre-du-Queyroix                                                                      |
| Église Saint-Pierre-du-Sépulcre                                                                      | Place de la République Place Saint-Martial | 45° 49′ 53″ nord, 1° 15′ 37″ est | « PA00100335 » | Classé Inscrit                                                                  | 1968 2019            | Image manquante Téléverser                                                                           |
| Fontaine d'Aigoulène                                                                                 | Place du Champ-de-Foire | 45° 49′ 49″ nord, 1° 15′ 26″ est | « PA00100346 » | Inscrit                                                                         | 1949                 | Fontaine d'Aigoulène                                                                                 |
| Fontaine des Barres                                                                                  | Place Fontaine des Barres | 45° 50′ 00″ nord, 1° 15′ 25″ est | « PA00100347 » | Inscrit                                                                         | 1949                 | Fontaine des Barres                                                                                  |
| Four des Casseaux                                                                                    | 28 rue Donzelot | 45° 49′ 56″ nord, 1° 16′ 21″ est | « PA00100348 » | Classé                                                                          | 1987                 | Four des Casseaux                                                                                    |
| Gare de Limoges-Bénédictins                                                                          | Cours Gay-Lussac | 45° 50′ 10″ nord, 1° 16′ 03″ est | « PA00100349 » | Inscrit                                                                         | 1975                 | Gare de Limoges-Bénédictins                                                                          |
| Halles centrales                                                                                     | Place de la Motte | 45° 49′ 46″ nord, 1° 15′ 24″ est | « PA00100350 » | Inscrit                                                                         | 1976                 | Halles centrales                                                                                     |
| Hôpital municipal                                                                                    | rue Louis Longequeue | 45° 49′ 28″ nord, 1° 15′ 41″ est | « PA00100351 » | Inscrit                                                                         | 1947                 | Hôpital municipal                                                                                    |
| Hôtel                                                                                                | 18 rue du Consulat | 45° 49′ 48″ nord, 1° 15′ 32″ est | « PA00100359 » | Inscrit                                                                         | 1947                 | Image manquante Téléverser                                                                           |
| Hôtel Bourdeau de Lajudie                                                                            | 11 rue de la Cruche-d'Or 5, 7 rue du Consulat | 45° 49′ 49″ nord, 1° 15′ 34″ est | « PA00100352 » | Inscrit                                                                         | 1977                 | Hôtel Bourdeau de Lajudie                                                                            |
| Hôtel Estienne de la Rivière                                                                         | 1 place du Présidial | 45° 49′ 51″ nord, 1° 15′ 26″ est | « PA00100353 » | Inscrit                                                                         | 1988                 | Hôtel Estienne de la Rivière                                                                         |
| Hôtel Maledent de Savignac de Feytiat                                                                | 6 rue Haute-de-la-Comédie | 45° 49′ 53″ nord, 1° 15′ 29″ est | « PA00100354 » | Inscrit                                                                         | 1949                 | Hôtel Maledent de Savignac de Feytiat                                                                |
| Hôtel Martin de La Bastide                                                                           | 32 rue Turgot | 45° 49′ 53″ nord, 1° 15′ 24″ est | « PA00100355 » | Inscrit                                                                         | 1947                 | Hôtel Martin de La Bastide                                                                           |
| Hôtel Muret                                                                                          | 12 rue du Consulat 11 rue du Temple | 45° 49′ 48″ nord, 1° 15′ 33″ est | « PA00100356 » | Inscrit                                                                         | 1976 2012            | Hôtel Muret                                                                                          |
| Hôtel Naurissart                                                                                     | 8 boulevard Carnot | 45° 49′ 57″ nord, 1° 15′ 39″ est | « PA00100357 » | Inscrit                                                                         | 1947                 | Hôtel Naurissart                                                                                     |
| Hôtel Nieaud                                                                                         | 37 rue des Vénitiens | 45° 50′ 01″ nord, 1° 15′ 38″ est | « PA00100360 » | Inscrit                                                                         | 1977                 | Image manquante Téléverser                                                                           |
| Hôtel Pétiniaud de Beaupeyrat                                                                        | 7 rue Ferrerie 20 place de la Motte | 45° 49′ 47″ nord, 1° 15′ 29″ est | « PA00100358 » | Inscrit                                                                         | 1946                 | Hôtel Pétiniaud de Beaupeyrat                                                                        |
| Hôtel de préfecture de la Haute-Vienne                                                               | Rue Daniel-Lamazière Avenue de la Libération | 45° 50′ 00″ nord, 1° 15′ 25″ est | « PA00100378 » | Inscrit                                                                         | 1975 1989 1999       | Hôtel de préfecture de la Haute-Vienne                                                               |
| Hôtel de ville                                                                                       | Place Léon-Bétoulle | 45° 49′ 35″ nord, 1° 15′ 38″ est | « PA00100361 » | Inscrit                                                                         | 1975                 | Hôtel de ville                                                                                       |
| Immeuble                                                                                             | 38 rue de la Boucherie | 45° 49′ 44″ nord, 1° 15′ 27″ est | « PA00125513 » | Inscrit                                                                         | 1993                 | Immeuble                                                                                             |
| Immeubles                                                                                            | 44, 46 rue de la Boucherie Rue Charreyron | 45° 49′ 44″ nord, 1° 15′ 26″ est | « PA00125514 » | Inscrit                                                                         | 1993                 | Immeubles                                                                                            |
| Intendance du Limousin                                                                               | Place du Présidial | 45° 49′ 52″ nord, 1° 15′ 25″ est | « PA00100362 » | Inscrit                                                                         | 1959                 | Intendance du Limousin                                                                               |
| Lycée Gay-Lussac                                                                                     | Rue du Collège | 45° 49′ 50″ nord, 1° 15′ 43″ est | « PA00100363 » | Inscrit (campaniles et portail) Inscrit (chapelle, façades et toitures, jardin) | 1936 8 décembre 2017 | Lycée Gay-Lussac                                                                                     |
| Maison                                                                                               | 12 place des Bancs | 45° 49′ 45″ nord, 1° 15′ 31″ est | « PA00100364 » | Inscrit                                                                         | 1947                 | Image manquante Téléverser                                                                           |
| Maison                                                                                               | 22 boulevard de la Cité | 45° 49′ 45″ nord, 1° 15′ 51″ est | « PA00100366 » | Inscrit                                                                         | 1946                 | Maison                                                                                               |
| Maison                                                                                               | 43 rue du Clocher | 45° 49′ 49″ nord, 1° 15′ 28″ est | « PA00100367 » | Inscrit                                                                         | 1947                 | Maison                                                                                               |
| Maison                                                                                               | 22 rue du Consulat | 45° 49′ 48″ nord, 1° 15′ 31″ est | « PA00100368 » | Inscrit                                                                         | 1946                 | Maison                                                                                               |
| Maison                                                                                               | 3 rue de la Cruche-d'Or | 45° 49′ 47″ nord, 1° 15′ 36″ est | « PA00100369 » | Inscrit                                                                         | 1976                 | Image manquante Téléverser                                                                           |
| Maison                                                                                               | 25 rue Raspail | 45° 49′ 46″ nord, 1° 15′ 47″ est | « PA00100371 » | Inscrit                                                                         | 1946                 | Maison                                                                                               |
| Maison                                                                                               | 28 rue du Temple 39 rue du Clocher | 45° 49′ 59″ nord, 1° 15′ 48″ est | « PA87000053 » | Inscrit                                                                         | 1975                 | Image manquante Téléverser                                                                           |
| Maison Lacaux                                                                                        | 28 impasse Saint-Exupéry | 45° 49′ 49″ nord, 1° 15′ 30″ est | « PA00100373 » | Inscrit                                                                         | 2020                 | Image manquante Téléverser                                                                           |
| Maison des Templiers                                                                                 | 19, 21 rue du Temple | 45° 49′ 49″ nord, 1° 15′ 30″ est | « PA00100372 » | Inscrit                                                                         | 1975                 | Maison des Templiers                                                                                 |
| Maison du Peuple                                                                                     | 24 Rue Charles-Michels | 45° 49′ 44″ nord, 1° 15′ 38″ est | « PA87000043 » | Inscrit                                                                         | 2014                 | Image manquante Téléverser                                                                           |
| Monument à la mémoire des Enfants de la Haute-Vienne morts pour la défense de la Patrie en 1870-1871 | Avenue du Général-de-Gaulle Cours Jourdan | 45° 49′ 58″ nord, 1° 15′ 53″ est | « PA87000018 » | Inscrit                                                                         | 2001                 | Monument à la mémoire des Enfants de la Haute-Vienne morts pour la défense de la Patrie en 1870-1871 |
| Mur gallo-romain                                                                                     | Chemin de la Roche-au-Gô | 45° 49′ 14″ nord, 1° 15′ 24″ est | « PA00100374 » | Inscrit                                                                         | 1947                 | Image manquante Téléverser                                                                           |
| Musée national de la porcelaine Adrien-Dubouché musée, école des arts décoratifs                     | Place Winston-Churchill | 45° 49′ 57″ nord, 1° 15′ 10″ est | « PA00100375 » | Classé                                                                          | 1991                 | Musée national de la porcelaine Adrien-Dubouchémusée, école des arts décoratifs                      |
| Palais épiscopal                                                                                     | Place de l'Évêché | 45° 49′ 42″ nord, 1° 15′ 58″ est | « PA00100345 » | Classé Inscrit                                                                  | 1907 2019            | Palais épiscopal                                                                                     |
| Pavillon du Verdurier                                                                                | 15 rue du Collège | 45° 49′ 49″ nord, 1° 15′ 39″ est | « PA00100376 » | Inscrit                                                                         | 1975                 | Pavillon du Verdurier                                                                                |
| Pont Saint-Étienne                                                                                   | | 45° 49′ 45″ nord, 1° 16′ 15″ est | « PA00100380 » | Classé                                                                          | 1907                 | Pont Saint-Étienne                                                                                   |
| Pont Saint-Martial                                                                                   | | 45° 49′ 14″ nord, 1° 15′ 56″ est | « PA00100381 » | Classé                                                                          | 1908                 | Pont Saint-Martial                                                                                   |
| Présidial de la généralité du Limousin                                                               | Place de la Préfecture Place du Présidial | 45° 49′ 58″ nord, 1° 15′ 28″ est | « PA00100379 » | Inscrit                                                                         | 1947                 | Présidial de la généralité du Limousin                                                               |
| Siège du cercle de l'Union et Turgot                                                                 | 1 boulevard de Fleurus | 45° 49′ 53″ nord, 1° 15′ 50″ est | « PA87000019 » | Inscrit                                                                         | 2001                 | Siège du cercle de l'Union et Turgot                                                                 |
| Théâtre de l'Union                                                                                   | 20-22 rue des Coopérateurs | 45° 50′ 12″ nord, 1° 15′ 17″ est | « PA87000051 » | Inscrit                                                                         | 2019                 | Théâtre de l'Union                                                                                   |
| Vestiges gallo-romains d'Uzurat Substructions gallo-romaines, vestiges de thermes                    | Uzurat Bois du Colombier | 45° 52′ 15″ nord, 1° 16′ 24″ est | « PA00100382 » | Classé                                                                          | 1980                 | Vestiges gallo-romains d'UzuratSubstructions gallo-romaines, vestiges de thermes                     |
| Villa gallo-romaine de Sainte-Claire                                                                 | 119 rue Sainte-Claire | 45° 49′ 25″ nord, 1° 14′ 26″ est | « PA00100536 » | Inscrit                                                                         | 1992                 | Image manquante Téléverser                                                                           |
| Visitation                                                                                           | 13 rue François-Chénieux | 45° 50′ 07″ nord, 1° 15′ 18″ est | « PA00100339 » | Inscrit                                                                         | 1949                 | Visitation                                                                                           |

## Monuments historiques radiés
| Monument | Adresse             | Coordonnées                      | Notice         | Protection                                   | Date | Illustration               |
| -------- | ------------------- | -------------------------------- | -------------- | -------------------------------------------- | ---- | -------------------------- |
| Maison   | 14 rue Raspail      | 45° 49′ 45″ nord, 1° 15′ 48″ est | « PA00100370 » | Inscription abrogée par arrêté du 27/09/2010 | 1946 | Maison                     |
| Maisons  | 3, 5 rue de la Cité | 45° 49′ 45″ nord, 1° 15′ 53″ est | « PA00100365 » | Inscription abrogée par arrêté du 27/09/2010 | 1946 | Image manquante Téléverser |

## Pour approfondir